# トヨタ自動車蒲田工場
トヨタ自動車蒲田工場（トヨタじどうしゃかまたこうじょう）は、日本の自動車メーカートヨタ自動車が東京都蒲田区蒲田に1947年1月から1950年までトラック再生修理業務のために操業していた工場である。

## 概要
トヨタ自動車は太平洋戦争敗戦後の米軍占領期にGHQからトラック生産を許可されるも、新車生産は資材不足から困難を伴うため修理再生販売を開始して好評を得、1947年1月に東京地区の本格的修理再生工場として米軍が接収する日本内燃機蒲田工場を賃借して人員は現地採用の上で、トヨタ自動車蒲田工場として業務を開始する。

## 閉鎖までの略歴
ドッジ・ラインは戦後のインフレーションを収束させるもデフレーションを招き、1949年は4月に労働組合法改訂に反対するストライキが始まり、10月に日産自動車、いすゞ自動車が人員を整理し、トヨタ自動車も経営が悪化している。12月に企業再建整備計画でトヨタ自動車電装品部門が独立して日本電装が設立され、トヨタは人員整理しないとする覚書で労使双方が合意している。1950年4月に経営再建案が発表され、販売部門が独立してトヨタ自動車販売株式会社が設立され、6月にトヨタ自動車社長を豊田喜一郎が引責辞任して石田退三へ次ぐ。同6月に朝鮮戦争の勃発で朝鮮特需を迎えるも、蒲田工場は廃止され、後に蒲田工場操業4年間の従業員らが神奈川県相模原市にセントラル自動車を設立する。
蒲田工場は1953年にGHQの管理から開放され、戦前から操業していた日本内燃機蒲田工場として再開している。